# سیارک ۴۱۳۷
سیارک ۴۱۳۷ (به انگلیسی: 4137 Crabtree، نامگذاری:1970WC) چهار هزار و صد و سی و هفتمین سیارک کشف شده‌است که در ۲۴ نوامبر ۱۹۷۰ کشف شد.